# Гимназия № 2 (Новосибирск)
Гимназия № 2 (Новосибирск), Вторая Новосибирская гимназия (сокращённо ВНГ, ранее школа № 68) — муниципальное автономное общеобразовательное учреждение города Новосибирска, базовая школа РАН. Расположена в Ленинском районе, на улице Киевской.

## История
22.07.1981 решением исполнительного комитета городского совета народных депутатов № 273 была открыта общеобразовательная школа № 68. 24 августа 1981 в программе «Время» был показан сюжет о плохом строительстве школ в городе, крупным планом была показана школа 68. Также было не лучшим и материально-техническое состояние школы. В первый учебный год в школу пришло 2360 учеников, однако девиз, придуманный школьной агитбригадой «Синяя птица» помогал сплачивать и укреплять коллектив и учеников.

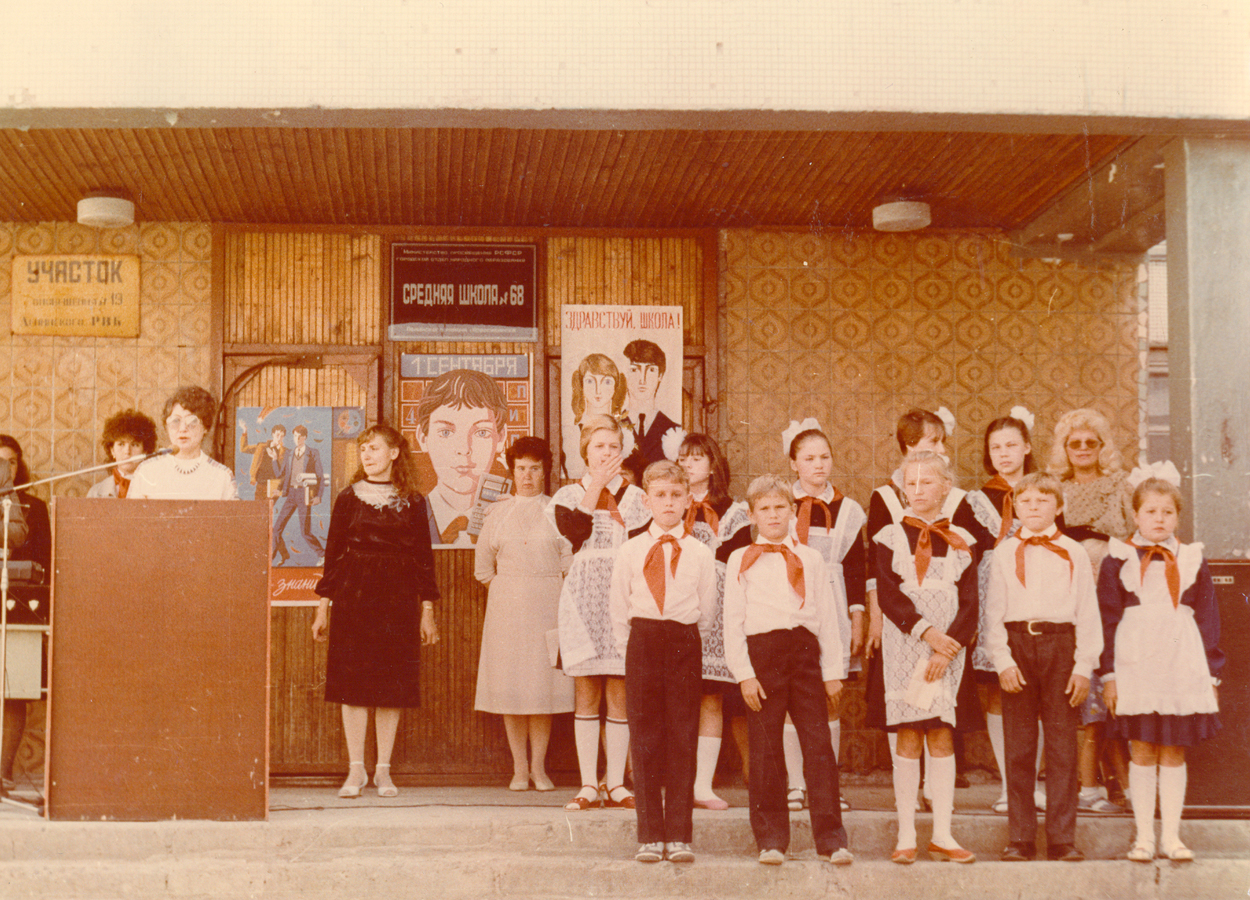
Линейка 1 сентября 1981 года

В статусе средней общеобразовательной школы гимназия работала 15 лет — с 1981 по 1996 гг. В 1987 году именно в 68 школе был открыт первый в Новосибирске компьютерный класс, или как он тогда назывался КУВТ, класс учебной вычислительной техники. В 1989 году школе было подарено панно «Древо мысли и мечты», сохранившиеся и по сей день. В 1996 году решением Коллегии Главного Управления образования Новосибирской области на базе средней школы № 68 была открыта муниципальная гимназия № 2.

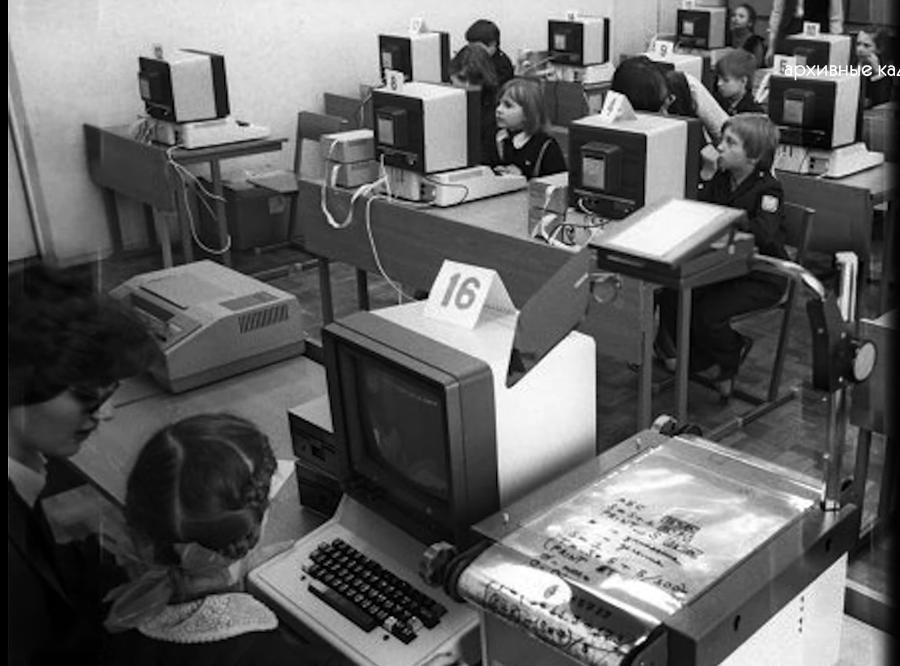
1987 год. Кабинет информатики в школе 68

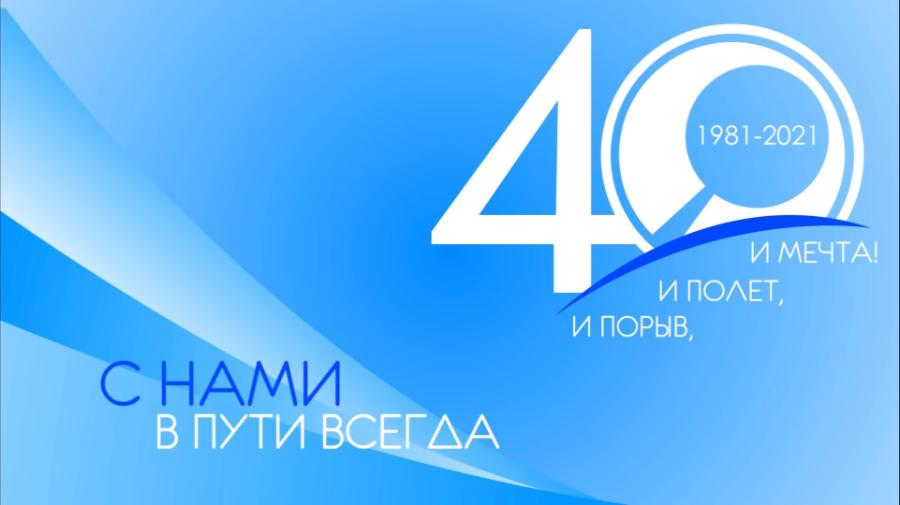

В начале 2000-х годов у школы появился собственный гимн. В 2003 году гимназия стала абсолютным победителем конкурса «Школа года», став лидером в номинациях «Образование и здоровье» и «Школа — планета детства». 2006 и 2008 годах Вторая Новосибирская гимназия становилась победителем Всероссийского конкурса образовательных учреждений, активно внедряющих инновационные программы, в рамках приоритетного национального проекта «Образование». В 2007 году школа была признана победителем регионального конкурса проектов моделей школьной системы оценки качества образования и включена в рейтинг ста самых активных образовательных учреждений России. Гимназии присвоены звания «Учреждение — лидер образования XXI века» и «Лидер инновационного образования» в рамках Национальной образовательной программы «Интеллектуально-творческий потенциал России». Позже, в 2011 году, гимназия стала «Образцовой школой SMART» и одной из наиболее технологически оснащённых школ в Новосибирске. В 2021 году о Второй гимназии был снят фильм, называющийся, как и многолетний школьный девиз «И порыв, и полёт, и мечта!»[значимость факта?]

## Гимназия в настоящее время

### Учебный процесс
В 2022—2023 учебном году во Второй Новосибирской гимназии работают 42 класса, в которых учатся 1300 учеников; школа работает в 2 смены. Большое внимание уделяется инженерному образованию, занятиям по электронике, электромонтажу, робототехнике и 3D-моделированию. Ученики Второй Новосибирской гимназии регулярно принимают участие и одерживают победы во Всероссийской олимпиаде школьников, чемпионатах WorldSkills, конкурсах «Большие вызовы» и «Большая перемена». В рейтингах школ по количеству выпускников, поступающих в ведущие ВУЗы России, гимназия каждый год занимает лидирующие места.

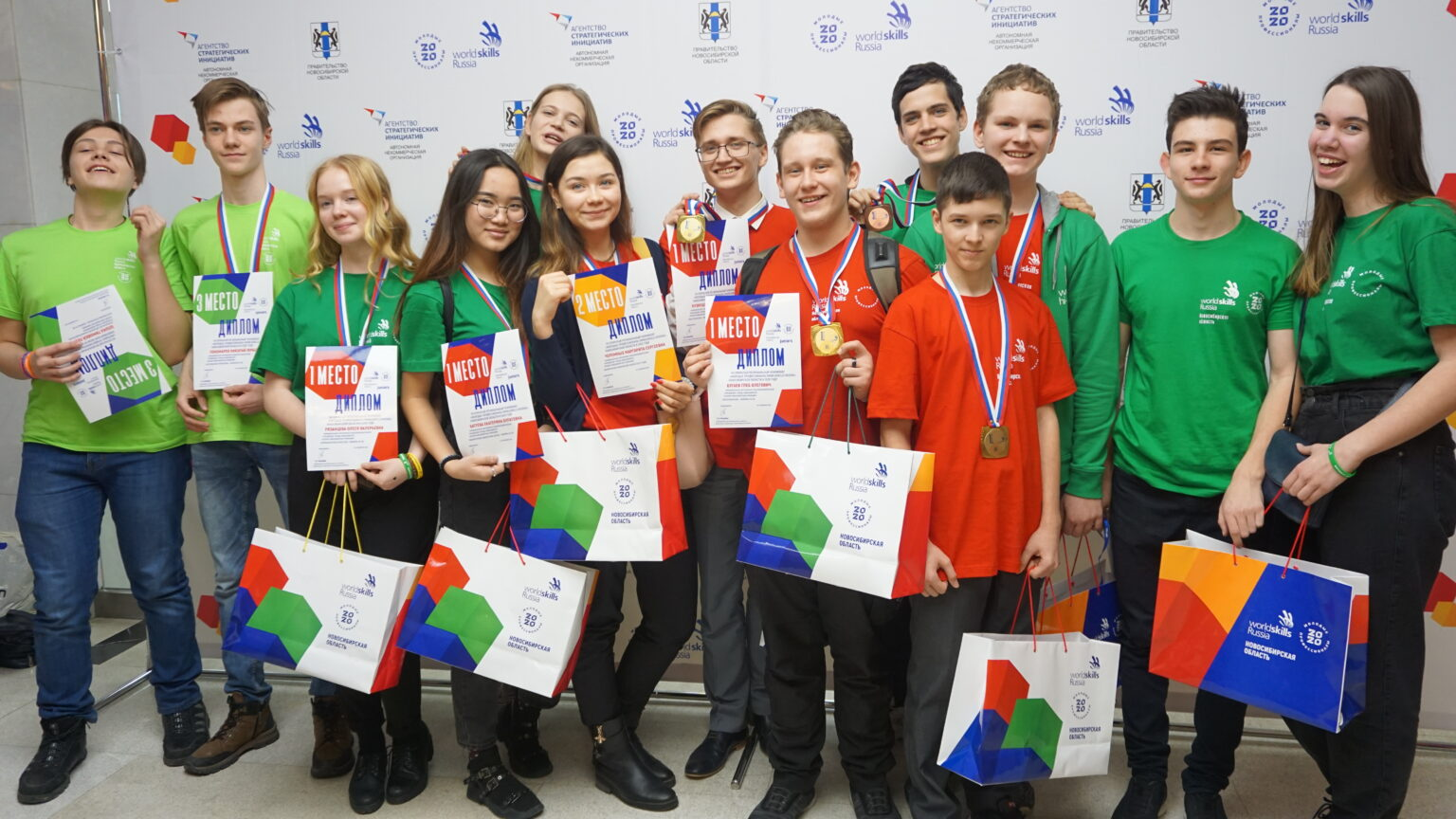
2019 год. Ученики Второй Новосибирской гимназии на закрытии Открытого регионального чемпионата «Молодые профессионалы» (WorldSkills Russia)

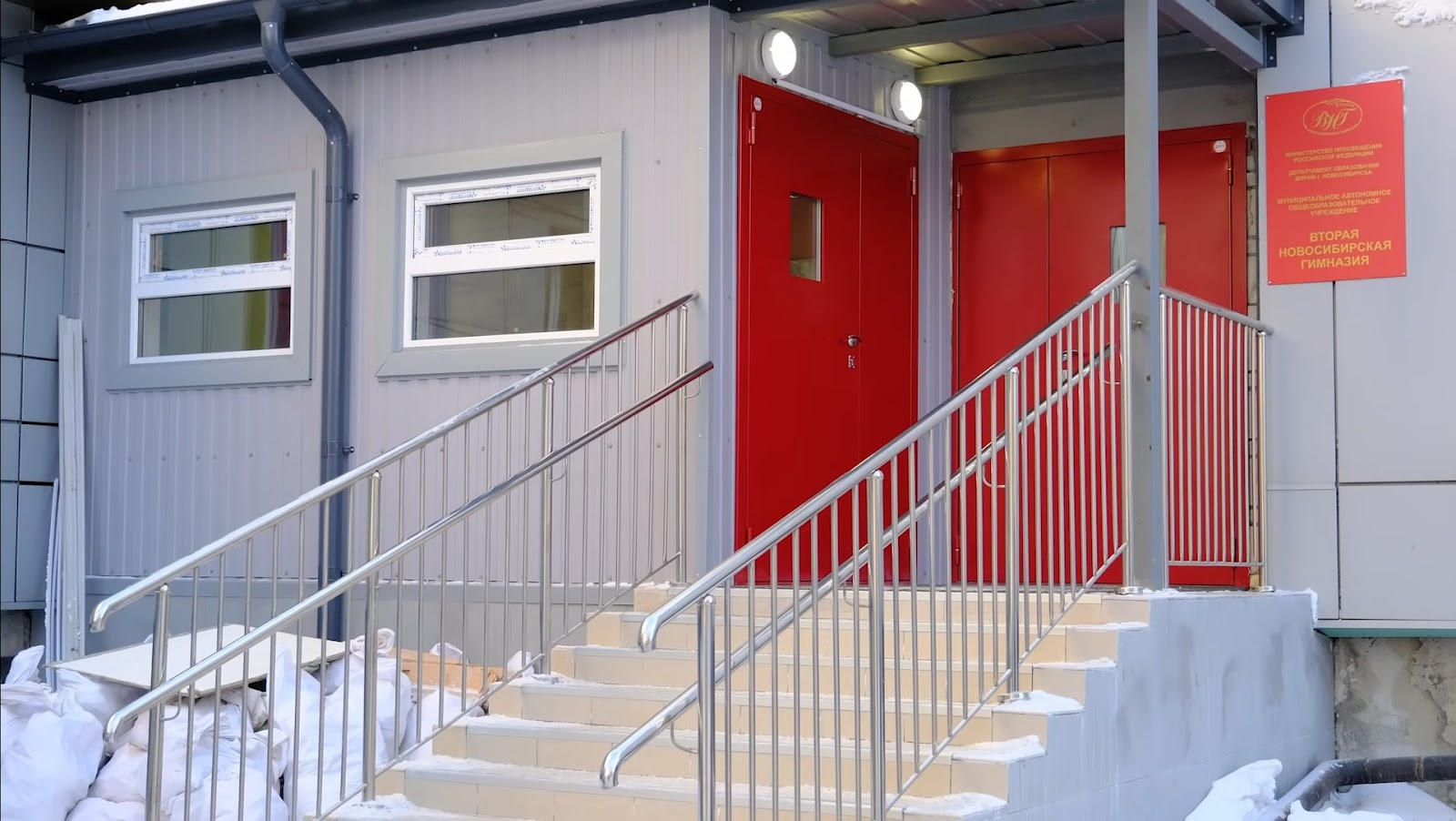
Центр дополнительного образования «Твори. Исследуй. Создавай.»

## Галерея

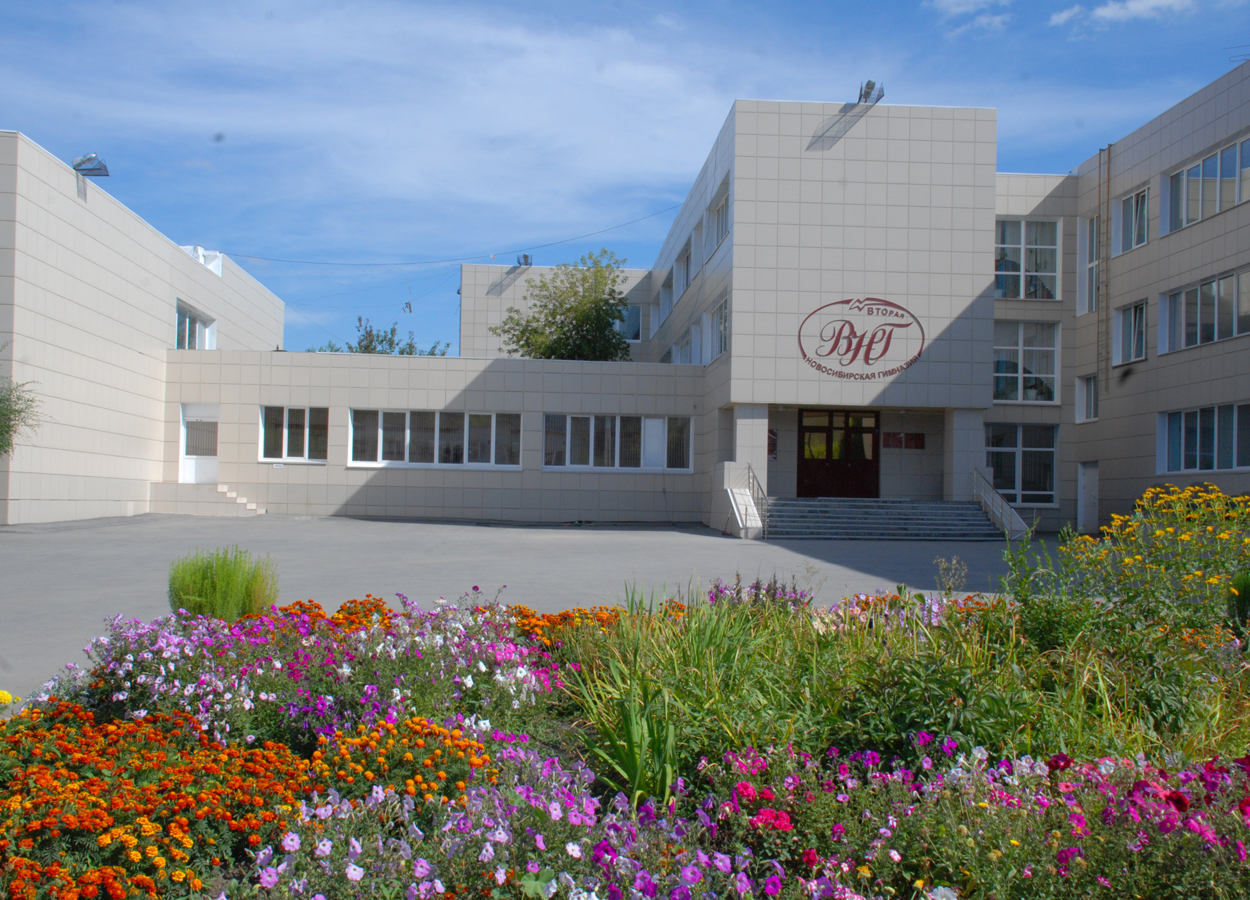
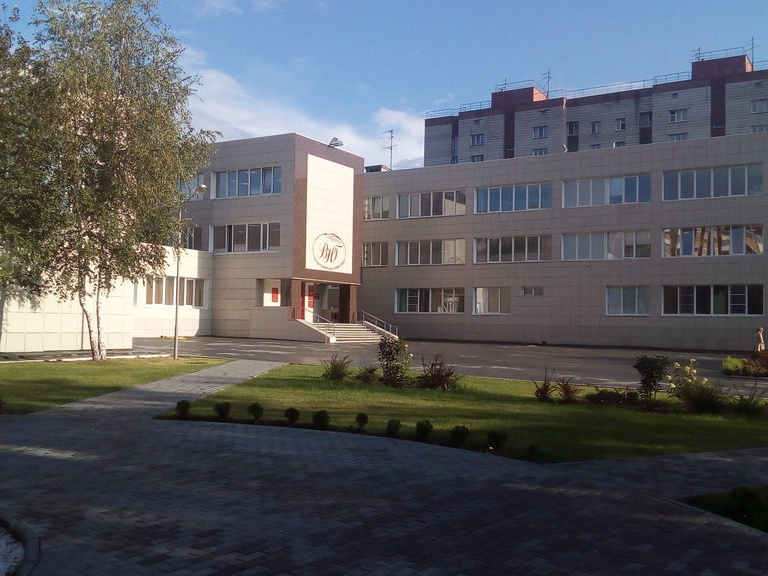
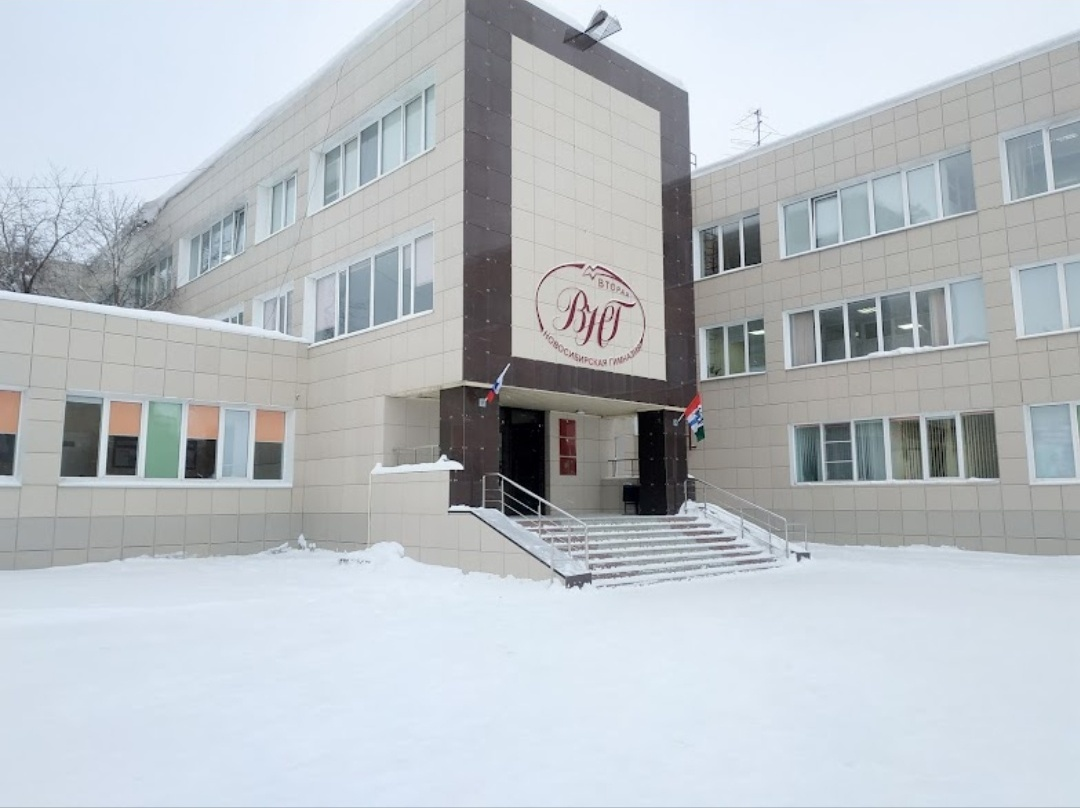
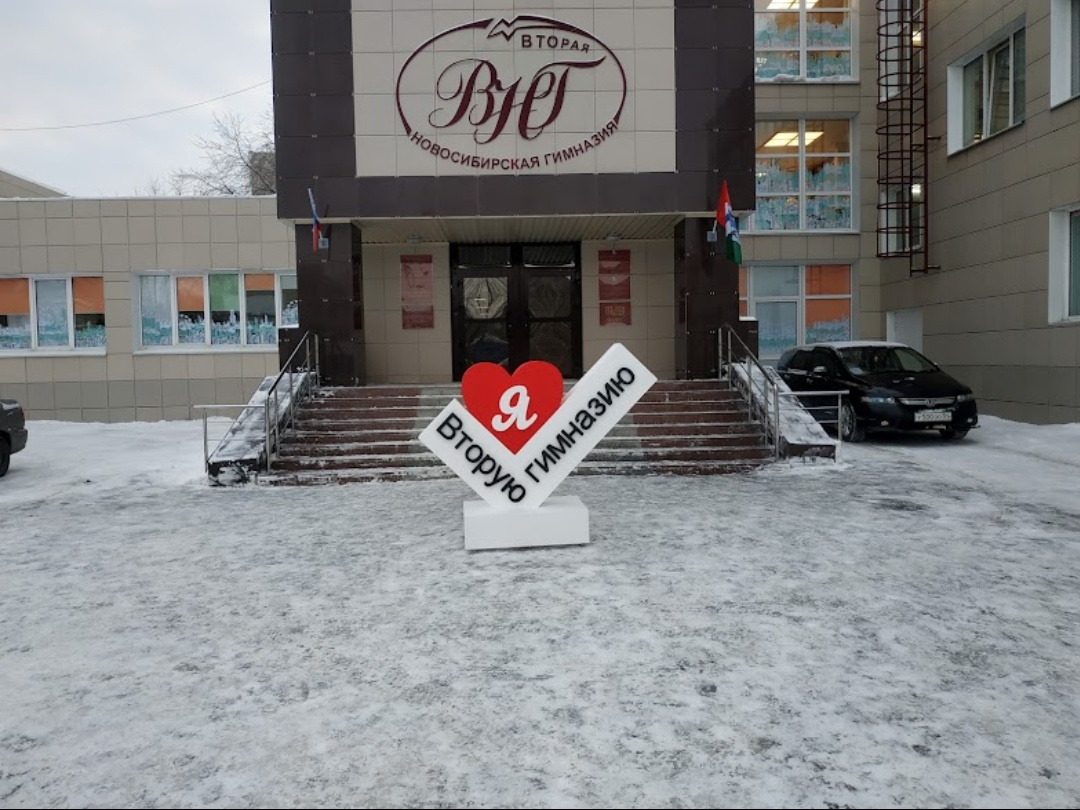
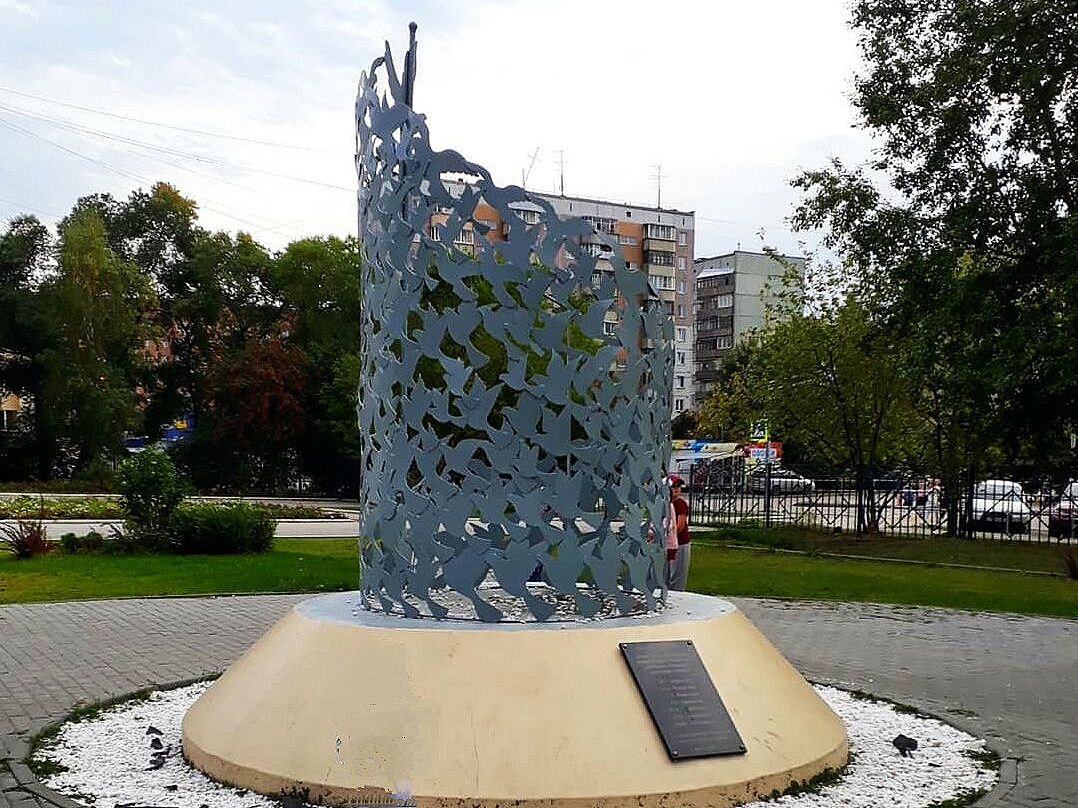
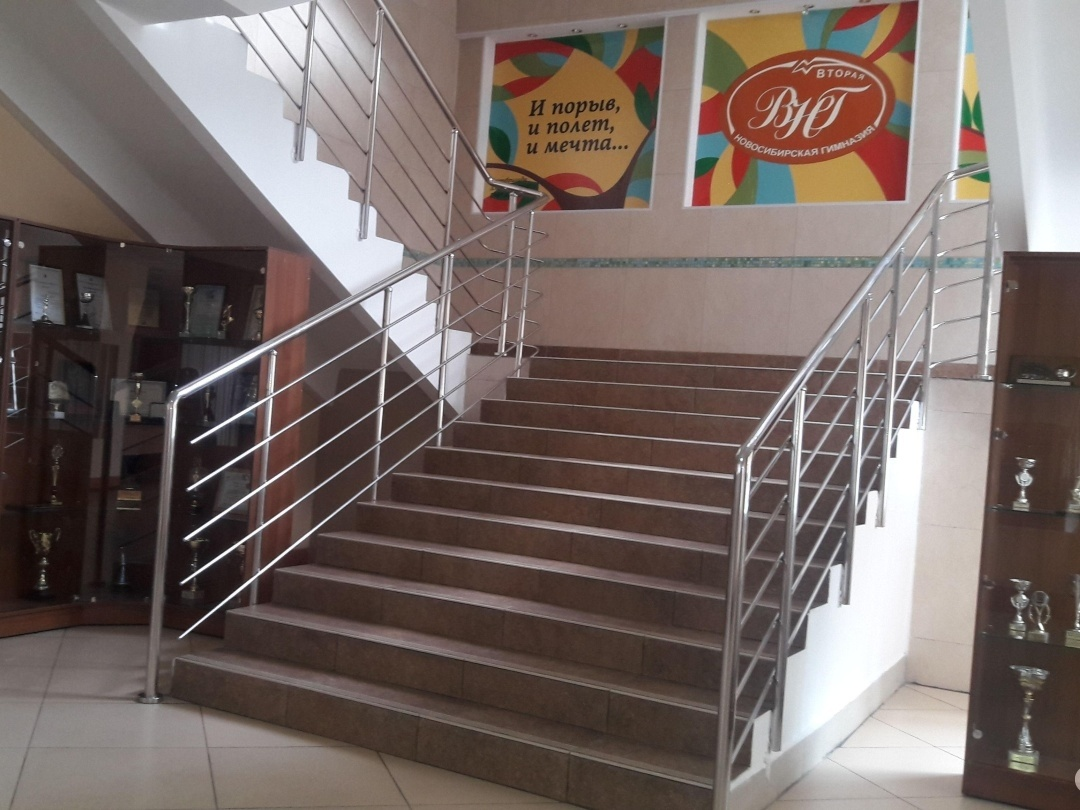

### Гимназия в социальных сетях
- YouTube канал: https://www.youtube.com/c/ВтораяНовосибирскаягимназия
- Вконтакте: https://vk.com/secondnovosibirskgymnasium
- Facebook: https://ru-ru.facebook/groups/secondnovosibirskgymnasium/
- Instagram: https://instagram.com/gym2nsk
- Telegram: https://t.me/gym2nsk